# Mérida Unión Deportiva
Maillots
Le Mérida Unión Deportiva  est un club de football espagnol basé à Mérida.
Le Mérida UD est fondé en 1990 sous le nom de Merida Promesas en tant que club réserve du CP Mérida. En 2000, le CP Mérida disparaît et le club se renomme Mérida UD. En 2013, le club disparait pour problèmes financiers. Le Mérida AD, le remplace alors.

## Histoire

### Noms précédents
- UD Mérida Promesas — (1990–2000)
- UD Mérida — (2000–2005)

## Saisons
| Saison    | Championnat         | Classement | Coupe du Roi |
| --------- | ------------------- | ---------- | ------------ |
| 1990-1991 | Regional Preferente | 1er        |              |
| 1991-1992 | Tercera División    | 6e         |              |
| 1992-1993 | Tercera División    | 10e        |              |
| 1993-1994 | Tercera División    | 3e         |              |
| 1994-1995 | Tercera División    | 9e         |              |
| 1995-1996 | Tercera División    | 4e         |              |
| 1996-1997 | Tercera División    | 5e         |              |
| 1997-1998 | Tercera División    | 2e         |              |
| 1998-1999 | Tercera División    | 4e         |              |
| 1999-2000 | Tercera División    | 1er        |              |
| 2000-2001 | Tercera División    | 2e         |              |
| 2001-2002 | Segunda División B  | 4e         |              |
| 2002-2003 | Segunda División B  | 13e        | 1er tour     |
| 2003-2004 | Segunda División B  | 18e        |              |
| 2004-2005 | Tercera División    | 1er        |              |
| 2005-2006 | Segunda División B  | 9e         | 2e tour      |
| 2006-2007 | Segunda División B  | 15e        |              |
| 2007-2008 | Segunda División B  | 4e         |              |
| 2008-2009 | Segunda División B  | 7e         | 2e tour      |
| 2009-2010 | Segunda División B  | 5e         | 3e tour      |
| 2010-2011 | Segunda División B  | 5e         |              |
| 2011-2012 | Segunda División B  | 8e         |              |
| 2012-2013 | Segunda División B  | 6e         |              |

- 11 saisons en Segunda División B
- 11 saisons en Tercera División
- 1 saison en Regional Preferente

## Anciens joueurs
- Ilian Kiriakov